# Kanadische Unterhauswahl 1917
- Lib: 82
- Union: 153

Die 13. kanadische Unterhauswahl (engl. 13th Canadian General Election, frz. 13e élection fédérale canadienne) fand am 17. Dezember 1917 statt. Gewählt wurden 235 Abgeordnete des kanadischen Unterhauses (engl. House of Commons, frz. Chambre des Communes). Die Frage der Einführung der Wehrpflicht spaltete das Land gegen Ende des Ersten Weltkriegs in zwei unversöhnliche Lager (siehe Wehrpflichtkrise von 1917). Mit der Unionistischen Partei, einer kurzlebigen Koalition von Konservativen und einigen Liberalen, welche die Wehrpflicht unterstützten, errang Premierminister Robert Borden die größte Mehrheit überhaupt, die eine Partei bei einer Wahl auf Bundesebene jemals erreichte. Kandidaten der oppositionellen Liberalen Partei, die zu ihrem Parteivorsitzenden Wilfrid Laurier hielten, wurden überwiegend in der französischsprachigen Provinz Québec gewählt, wo die Wehrpflicht auf einhellige Ablehnung stieß.

## Die Wahl
Die letzte Wahl hatte 1911 stattgefunden und war von den Konservativen gewonnen worden. Gemäß Wahlgesetz hätte eine Neuwahl spätestens 1916 stattfinden müssen. Während des Ersten Weltkriegs verschob die Regierung den Wahltermin aber um ein Jahr. Sie hoffte, wie in Großbritannien bereits geschehen, für die Dauer des Krieges eine Koalition aller politischen Kräfte bilden zu können. Wilfrid Laurier, Vorsitzender der Liberalen Partei, verweigerte wegen der ungelösten Frage der Wehrpflicht die Zusammenarbeit. Diese stieß im liberalen Stammland Québec auf einhellige Ablehnung. Laurier fürchtete, die frankophone Bevölkerung würde sich bei einer Unterstützung der Wehrpflicht von den Liberalen abwenden. Als Borden daraufhin eine „unionistische“ Regierung propagierte, zerstritt sich die Liberale Partei. Zahlreiche Abgeordnete und Provinzparteien aus dem englischsprachigen Teil des Landes unterstützten die Regierung.
Um den Sieg der Wehrpflichtbefürworter sicherzustellen, brachte Borden zwei Gesetze ein, welche die Wahl zugunsten der Regierung beeinflussten. Der Wartime Elections Act entzog Kriegsdienstverweigerern und Personen, die nach 1902 aus Feindstaaten nach Kanada eingewandert waren, das Wahlrecht. Darüber hinaus durften weibliche Verwandte von Soldaten, die in Europa Kriegsdienst leisteten, ebenfalls wählen, womit einige Frauen bei einer Wahl auf Bundesebene erstmals wahlberechtigt waren. Der Military Voters Act erlaubte es im Ausland stationierten Soldaten, ihre Stimme für einen beliebigen Wahlkreis abzugeben. Dadurch konnten Regierungsbeamte die Soldaten (die überwiegend für die Wehrpflicht waren) dazu bewegen, ihre Stimme dort abzugeben, wo es aus Sicht der Regierung am nützlichsten war.
Kurz nach Verabschiedung dieser Gesetze im Oktober 1917 überzeugte Borden einen Teil der Liberalen, sich seiner Koalition anzuschließen. Daraufhin löste er das Parlament auf und setzte eine Neuwahl an, um ein klares Mandat für die Wehrpflicht zu erhalten. Im Wahlkampf traten nun Kandidaten der Unionistischen Partei gegen Liberale an, welche die Wehrpflicht ablehnten und weiterhin zum Parteivorsitzenden Wilfrid Laurier hielten (daher die Bezeichnung „Laurier-Liberale“). Die Wahl endete in einer Spaltung des Landes entlang der Sprachgrenze. Die Liberalen gewannen 82 Sitze, davon 62 in Québec. Die Unionisten, die 153 Sitze erhielten, waren in Québec nur in drei überwiegend englischsprachigen Wahlkreisen erfolgreich.
Die Wahlbeteiligung betrug 75,0 %.

## Ergebnisse

### Gesamtergebnis
| Partei | Partei                           | Vorsitzender    | Kandi- daten | Sitze 1911 | Sitze 1917 | +/−  | Stimmen   | Wähler- anteil | +/−        |
| ------ | -------------------------------- | --------------- | ------------ | ---------- | ---------- | ---- | --------- | -------------- | ---------- |
|        | Regierung (Unionistische Partei) | Robert Borden   | 211          | 132        | 153        | + 21 | 1.070.694 | 56,93 %        | + 8,38 % 1 |
|        | Opposition (Laurier-Liberale)    | Wilfrid Laurier | 213          | 085        | 082        | − 03 | 729.756   | 38,80 %        | − 7,02 % 2 |
|        | Labour Party                     |                 | 022          | 001        |            | − 01 | 34.558    | 1,84 %         | + 0,91 %   |
|        | Opposition-Labour                |                 | 008          |            |            |      | 22.251    | 1,18 %         | + 1,18 %   |
|        | Unabhängige                      |                 | 005          |            |            |      | 12.023    | 0,64 %         | − 0,15 %   |
|        | Unabhängige Liberale             |                 | 002          |            |            |      | 7.753     | 0,41 %         | + 0,41 %   |
|        | Non-Partisan League              |                 | 003          |            |            |      | 2.863     | 0,15 %         | + 0,15 %   |
|        | nicht bekannt                    |                 | 012          |            |            |      | 3.773     | 0,20 %         | − 1,78 %   |
|        | Unabhängige Konservative         |                 |              | 003        |            | − 03 |           |                |            |
| Gesamt | Gesamt                           | Gesamt          | 476          | 221        | 235        | + 14 | 1.880.702 | 100,0 %        |            |

Übersicht der Provinzen und Territorien

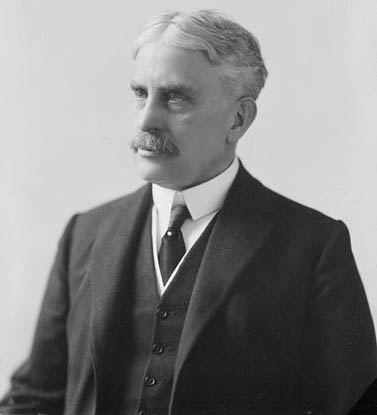
Robert Borden

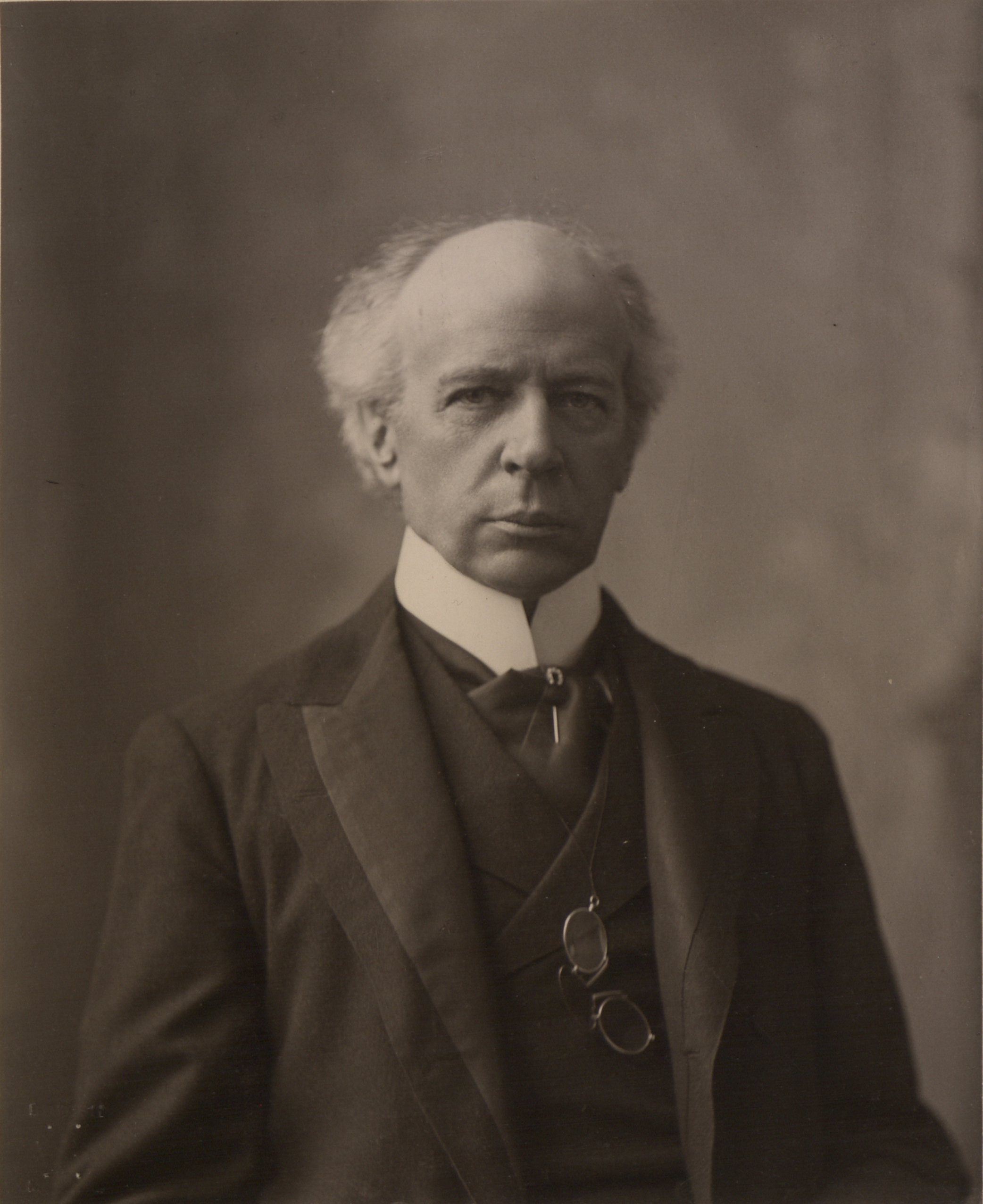
Wilfrid Laurier

1 verglichen mit dem Ergebnis der Konservativen Partei und der Liberal-konservativen Partei bei der Unterhauswahl 1911 

2 verglichen mit dem Ergebnis der Liberalen Partei bei der Unterhauswahl 1911

### Ergebnis nach Provinzen und Territorien
| Partei      | Partei                           | Partei      | BC   | AB   | SK   | MB   | ON   | QC   | NB   | NS   | PE   | YK   | Gesamt |
| ----------- | -------------------------------- | ----------- | ---- | ---- | ---- | ---- | ---- | ---- | ---- | ---- | ---- | ---- | ------ |
|             | Regierung (Unionistische Partei) | Sitze       | 13   | 11   | 16   | 14   | 74   | 3    | 7    | 12   | 2    | 1    | 153    |
|             | Regierung (Unionistische Partei) | Anteil in % | 68,4 | 61,0 | 74,1 | 79,7 | 62,3 | 24,7 | 59,4 | 48,4 | 49,8 | 54,3 | 56,9   |
|             | Opposition (Laurier-Liberale)    | Sitze       |      | 1    |      | 1    | 8    | 62   | 4    | 4    | 2    |      | 82     |
|             | Opposition (Laurier-Liberale)    | Anteil in % | 25,6 | 30,6 | 23,4 | 20,3 | 32,1 | 73,4 | 40,6 | 45,5 | 50,2 | 45,7 | 38,8   |
|             | Labour Party                     | Anteil in % | 5,6  | 0,8  |      |      | 2,3  | 0,3  |      | 6,1  |      |      | 1,8    |
|             | Opposition-Labour                | Anteil in % |      | 5,0  | 2,6  |      | 1,2  |      |      |      |      |      | 1,0    |
|             | Unabhängige                      | Anteil in % |      | 0,5  |      |      | 1,2  | 0,5  |      |      |      |      | 0,6    |
|             | Unabhängige Liberale             | Anteil in % |      |      |      |      | 0,8  | 0,5  |      |      |      |      | 0,4    |
|             | Non-Partisan League              | Anteil in % |      | 2,2  |      |      |      |      |      |      |      |      | 0,2    |
|             | nicht bekannt                    | Anteil      | 0,4  |      |      |      | 0,1  | 0,7  |      |      |      |      | 0,2    |
| Sitze total | Sitze total                      | Sitze total | 13   | 12   | 16   | 15   | 82   | 65   | 11   | 16   | 4    | 1    | 235    |